# Tagir Chajbulajev
Tagir Kamaludinovitj Chajbulajev (ryska: Тагир Камалудинович Хайбуллаев), född den 24 juli 1984 i Kiziljurt, Ryssland, är en rysk judoutövare.
Han tog OS-guld i herrarnas halv tungvikt i samband med de olympiska judotävlingarna 2012 i London.